# Herrarnas 62 kg i tyngdlyftning vid olympiska sommarspelen 2016
Herrarnas tyngdlyftning i 62-kilosklassen vid olympiska sommarspelen 2016 hölls den 8 augusti 2016 i Riocentro i Rio de Janeiro.

## Tävlingsformat
Varje tyngdlyftare får tre försök i ryck och stöt. Deras bästa lyft i de båda kombineras till ett totalt resultat. Om någon tävlande misslyckas att få ett godkänt lyft, så blir de utslagna. Ifall två tyngdlyftare hamnar på samma resultat, är idrottaren med lägre kroppsvikt vinnare.

## Rekord
Innan tävlingen var följande rekord gällande.
| Världsrekord     | Ryck   | Kim Un-Guk (PRK)     | 154 kg | Incheon, Sydkorea      | 21 september 2014 |
| Världsrekord     | Stöt   | Chen Lijun (CHN)     | 183 kg | Houston, USA           | 22 november 2015  |
| Världsrekord     | Totalt | Chen Lijun (CHN)     | 333 kg | Houston, USA           | 22 november 2015  |
| Olympiskt rekord | Ryck   | Kim Un-Guk (PRK)     | 153 kg | London, Storbritannien | 30 juli 2012      |
| Olympiskt rekord | Stöt   | Óscar Figueroa (COL) | 177 kg | London, Storbritannien | 30 juli 2012      |
| Olympiskt rekord | Totalt | Kim Un-Guk (PRK)     | 327 kg | London, Storbritannien | 30 juli 2012      |

## Resultat
| Placering | Idrottare                     | Grupp | Kroppsvikt | Ryck (kg) | Ryck (kg) | Ryck (kg) | Ryck (kg) | Stöt (kg) | Stöt (kg) | Stöt (kg) | Stöt (kg) | Totalt |
| Placering | Idrottare                     | Grupp | Kroppsvikt | 1         | 2         | 3         | Resultat  | 1         | 2         | 3         | Resultat  | Totalt |
| --------- | ----------------------------- | ----- | ---------- | --------- | --------- | --------- | --------- | --------- | --------- | --------- | --------- | ------ |
| 1         | Óscar Figueroa (COL)          | A     | 61,86      | 137       | 142       | 145       | 142       | 172       | 176       | 179       | 176       | 318    |
| 2         | Eko Yuli Irawan (INA)         | A     | 61,91      | 142       | 146       | 146       | 142       | 170       | 176       | 179       | 170       | 312    |
| 3         | Farkhad Kharki (KAZ)          | A     | 61,60      | 135       | 140       | 140       | 135       | 170       | 177       | 177       | 170       | 305    |
| 4         | Yoichi Itokazu (JPN)          | A     | 61,87      | 126       | 130       | 133       | 133       | 160       | 165       | 169       | 169       | 302    |
| 5         | Ahmed Saad (EGY)              | A     | 62,00      | 127       | 131       | 133       | 133       | 155       | 161       | 164       | 161       | 294    |
| 6         | Morea Baru (PNG)              | A     | 61,72      | 122       | 126       | 129       | 126       | 159       | 164       | 168       | 164       | 290    |
| 7         | Muhamad Hasbi (INA)           | A     | 61,97      | 125       | 130       | 134       | 130       | 160       | 169       | 173       | 160       | 290    |
| 8         | Vaipava Nevo Ioane (SAM)      | B     | 61,90      | 115       | 120       | 122       | 120       | 151       | 161       | 165       | 161       | 281    |
| 9         | Myeongmok Han (KOR)           | A     | 61,81      | 130       | 135       | 135       | 130       | 150       | 155       | 155       | 150       | 280    |
| 10        | Julio Salamanca Pineda (ESA)  | B     | 62,00      | 115       | 120       | 120       | 120       | 150       | 155       | 155       | 155       | 275    |
| 11        | Julio Acosta González (CHI)   | B     | 61,30      | 114       | 117       | 120       | 120       | 142       | 146       | 151       | 146       | 266    |
| 12        | Yosuke Nakayama (JPN)         | B     | 62,00      | 121       | 124       | 124       | 121       | 140       | 145       | 150       | 145       | 266    |
| 13        | Rick Yves Confiance (SEY)     | B     | 62,00      | 100       | 105       | 110       | 105       | 127       | 133       | 133       | 127       | 232    |
| —         | Jesús López Sanchez (VEN)     | B     | 61,90      | 125       | 125       | 129       | 125       | —         | —         | —         | —         | DNF    |
| —         | Edouard Joseph (HAI)          | B     | 60,20      | 102       | 107       | 112       | 107       | —         | —         | —         | —         | DNF    |
| —         | Chen Lijun (CHN)              | A     | 61,97      | 143       | 143       | -         | DNF       | —         | —         | —         | —         | DNF    |
| —         | Anton Kurukulasooriyage (SRI) | B     | 62,00      | 120       | 120       | 120       | —         | —         | —         | —         | —         | DNF    |